# Sergej Makarov (volejbalista)
Sergej Makarov (rusky Сергей Валерьевич Макаров; * 28. března 1980, Moskva) je ruský volejbalista. Hraje na postu nahrávače, od února 2020 působí v klubu Dynamo Leningradská oblast. Je vysoký 196 cm a váží 97 kg.
Stal se mistrem Ruska v roce 2006 s VK Dynamo Moskva a v roce 2013 s VK Belogorje. V roce 2010 byl s klubem VK Iskra Odincovo finalistou Poháru CEV. S ruskou reprezentací vyhrál mistrovství světa juniorů ve volejbale 1999, Světový pohár ve volejbale 2011, Světovou ligu 2013 a mistrovství Evropy ve volejbale mužů 2013. Na mistrovství Evropy ve volejbale mužů 2005 získal stříbrnou medaili. Dvě sezóny byl reprezentačním kapitánem.